# فرودگاه انوئا
فرودگاه انوئا (به انگلیسی: Enua Airport) یک فرودگاه همگانی با کد یاتا AIU است. این فرودگاه در شهر آتیو کشور جزایر کوک قرار دارد.

## شرکت‌های هواپیمایی و مقصدهای پروازی
| شرکت‌های هواپیمایی | مقصدهای پروازی               |
| ----------------- | ---------------------------- |
| ایر راروتونگا     | آیتوتاکی، میتیارو، راروتونگا |